# Томич Іван Федорович
Томич Іван Федорович (нар. 28 червня 1958) — український політик. Президент Асоціації фермерів та землевласників України (грудень 1997 — лютий 2007); голова Партії вільних селян і підприємців України (з листопада 2005); радник Прем'єр-міністра України на громадських засадах (вересень 2008 — березень 2010).
Народився 28 червня 1958 (село Текуче, Косівський район, Івано-Франківська область). Дружина — голова фермерського господарства; має сина Івана та дочок — Оксану і Марію.

## Освіта
З 1975 до 1981 відвідував Заліщицький радгосп-технікум в Тернопільській області. Навчався в Кам'янець-Подільському сільськогосподарському інституті на агрономічному факультеті (1987).
Кандидат сільськогосподарських наук.
В березні 2006 став кандидатом в народні депутати України від Українського народного блоку Костенка і Плюща, № 15 в списку. На час виборів: народний депутат України, член ПВСПУ.
Народний депутат України 4 склик. 04.2002-04.2006 від блоку Віктора Ющенка «Наша Україна», № 71 в списку. На час виборів: президент Асоціації фермерів та землевласників України, безпартійний. Член фракції «Наша Україна» (05.2002-09.2005), член фракції НРУ (09.-10.2005), член фракції УНП (з 10.2005), голова Комітету з питань аграрної політики та земельних відносин (з 06.2002).
- 1976—1978 — служба в армії.
- 1981—1982 — агроном-садівник, с. Підгайчики Коломийського р-ну.
- 1982—1984 — бригадир садово-овочевої бриґади, агроном, Заліщицький радгосп-технікум, с. Зелений Гай.
- 1984—1985 — агроном, Упр. с. г. Заліщицького р-ну.
- 1985—1988 — заступник голови концерну «Комцніст», с. Касперівці Заліщицького р-ну.
- 1988—1989 — інструктор Заліщицького райкому КПУ.
- 1989—1997 — голова фермерського господарства «Данастра», с. Доброляни Заліщицького р-ну.
- З 1992 — віце-президент Асоціації фермерських господарств.
- З 1997 — президент Асоціації фермерів України.

Був членом президії Великої ради УСДП, членом АПУ.
Член Комісії з питань аграрної політики при Президентові України (02.1999-11.2001).
Довірена особа кандидата на пост Президента України Віктора Ющенка в ТВО № 199 (2004—2005).
Член Ради НС «Наша Україна» (03.-11.2005).
Нагороди:
- Орден «За заслуги» III ступеня (02.2000).
- Орден князя Ярослава Мудрого V ступеня (08.2005).